# Arma estratégica
Las armas estratégicas son aquellas destinadas a la destrucción de la infraestructura esencial del enemigo en la retaguardia profunda o en el corazón de su país, lejos del campo de batalla. Generalmente se usa como antónimo del concepto armas tácticas.
Son armas con potencial nuclear superior a los 100 kilotones.
Si bien utilizadas desde la Antigüedad, su uso devino masivo a partir de la II Guerra Mundial con los grandes bombardeos que culminarían en la destrucción nuclear de Hiroshima y Nagasaki por parte de Estados Unidos. Las armas nucleares pueden utilizarse como armas estratégicas de extraordinaria eficiencia, si bien el equilibrio de poderes atómicos surgido en la Guerra Fría y multitud de tratados y convenciones internacionales impiden su uso en la práctica. Por ello, desde la destrucción de ambas ciudades japonesas se ha retornado al uso de armas convencionales para realizar ataques estratégicos.
No son pocos los teóricos de la filosofía política que consideran a la mayor parte de armas estratégicas como una forma de terrorismo de Estado, por la situación de grave daño y pavor que producen sobre la población civil o no combatiente del enemigo.